# والتر فريتش
والتر فريتش (بالإسبانية: Walter Fritsch)‏ هو منافس ألعاب قوى تشيلي، (و. 1911 – 2005 م).

## وصلات خارجية
- والتر فريتش على موقع أوليمبيديا (الإنجليزية)